# Architecture en Macédoine du Nord

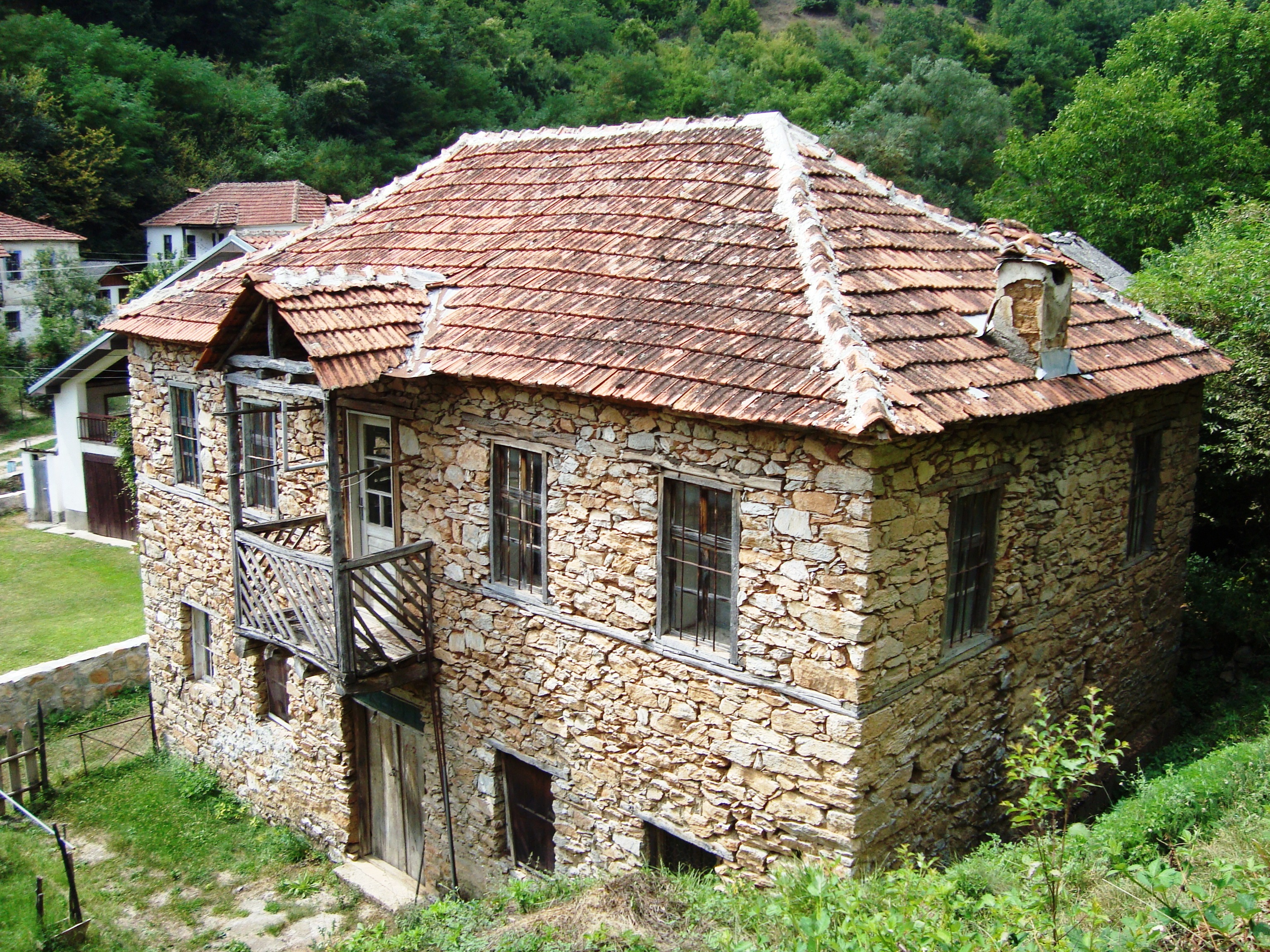
Maison traditionnelle à Dolentsi

La Macédoine du Nord possède une architecture marquée par un éclectisme de styles qui reflète les occupations successives des Balkans au cours des siècles. Le pays possède ainsi un important patrimoine byzantin et ottoman, ainsi que des traces de la Préhistoire et de l'Antiquité. À partir du XIXe siècle, l'architecture macédonienne s'est grandement occidentalisée, d'abord lors du renouveau culturel slave, puis avec l'ouverture de la région sur le reste du monde. La fin de la domination ottomane en 1912 marque la définitivement la domination des styles architecturaux internationaux. Ainsi, le modernisme, favorisé dans les années 1930 puis par le régime socialiste, est particulièrement bien représenté dans les villes. Depuis l'indépendance du pays en 1991, deux tendances cohabitent, l'une internationale, privilégiant le verre et l'acier, l'autre locale et faisant renaître les styles néoclassiques et médiévaux dans une tentative d'affirmer une singularité nationale.

## Préhistoire et Antiquité

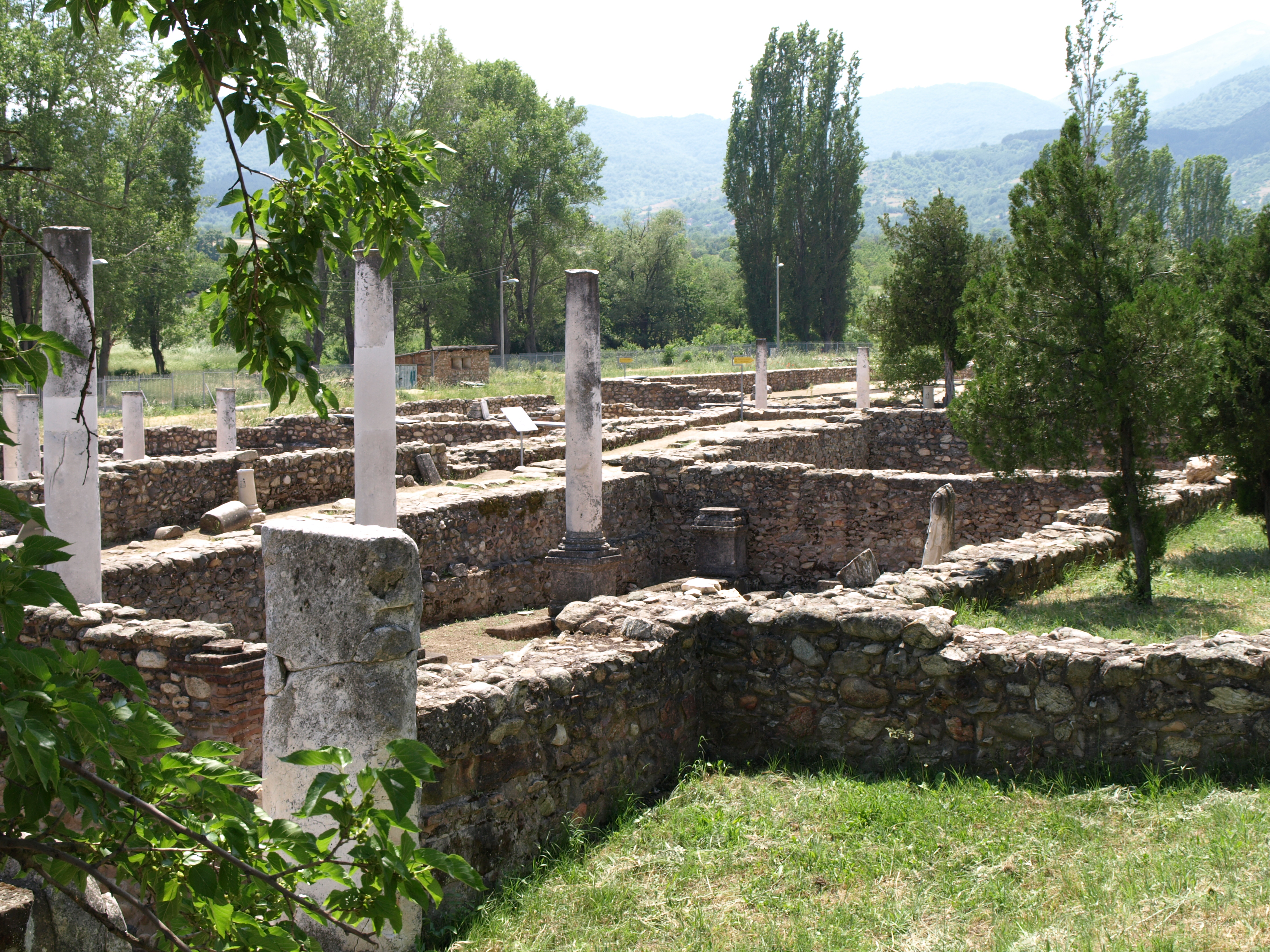
Ruines d'Heraclea Lyncestis

La Macédoine du Nord possède plusieurs sites préhistoriques relativement bien préservés, comme Kokino, un observatoire astronomique de l'Âge du bronze, ainsi que plusieurs villages réduits à des traces de fondations. Certaines de ces localités ont été reconstruites à l'identique, comme Toumba Madjari, un village du Néolithique situé dans la banlieue de Skopje. Les premières villes fortifiées apparaissent à l'âge du fer, sous les influences grecques et illyriennes. Celles-ci, comme Bylazora, montrent l'utilisation de l'ordre dorique ainsi que l'organisation de la cité autour d'une acropole. Les villes antiques ne prennent toutefois une importance significative qu'après la conquête romaine, au IIe siècle av. J.-C., et particulièrement entre le IIe et le Ve siècle. Plusieurs cités romaines sont restées dans un bon état de conservation, comme Heraclea Lyncestis, Bargala et Stobi, qui possèdent encore les vestiges de théâtres, de villas, de thermes et de basiliques. La construction d'édifices chrétiens est par ailleurs très importante au cours des IIIe et IVe siècles.

## Moyen Âge

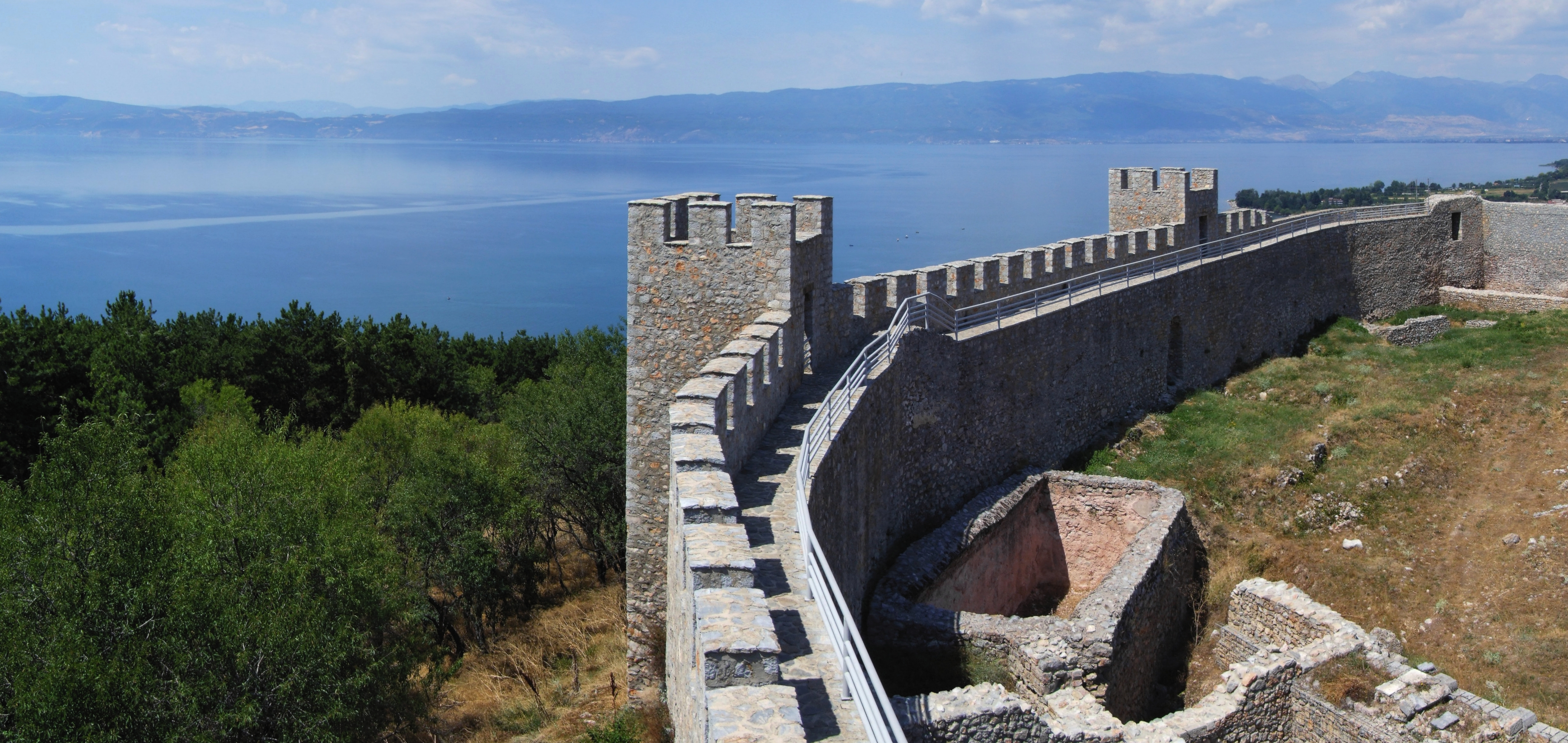
La forteresse de Samuel à Ohrid

Le Moyen Âge a laissé en Macédoine des châteaux forts et des églises, mais aucune structure résidentielle n'est parvenue jusqu'à l'époque moderne. Les châteaux macédoniens sont en général construits sur les promontoires rocheux, en surplomb de vallées fluviales, des sites souvent habités depuis la Préhistoire. Ces édifices sont semblables à ceux construits en Europe occidentale, avec un donjon, une haute-cour pour la famille seigneuriale et une basse-cour pour les artisans et commerçants. Ces basses-cours étaient par ailleurs très importantes puisqu'elles correspondaient à de véritables villes. Ce sont les Ottomans, arrivés au XIVe siècle, qui ont réservé les châteaux aux activités militaires et contraint la population à s'installer hors les murs. Ainsi, Chtip, Vélès, Skopje et Stroumitsa étaient d'abord de vastes basses-cours fortifiées avant d'être relocalisées dans les plaines en contrebas. Parmi les châteaux macédoniens les mieux conservés se trouvent la forteresse de Samuel à Ohrid et celle de Skopje, toutes deux réemployées et réaménagées par les Ottomans. D'autres châteaux, comme les Tours de Marko de Prilep et la forteresse d'Isar, ont été abandonnés à la fin du Moyen Âge, et largement détruits par le temps et les tremblements de terre.

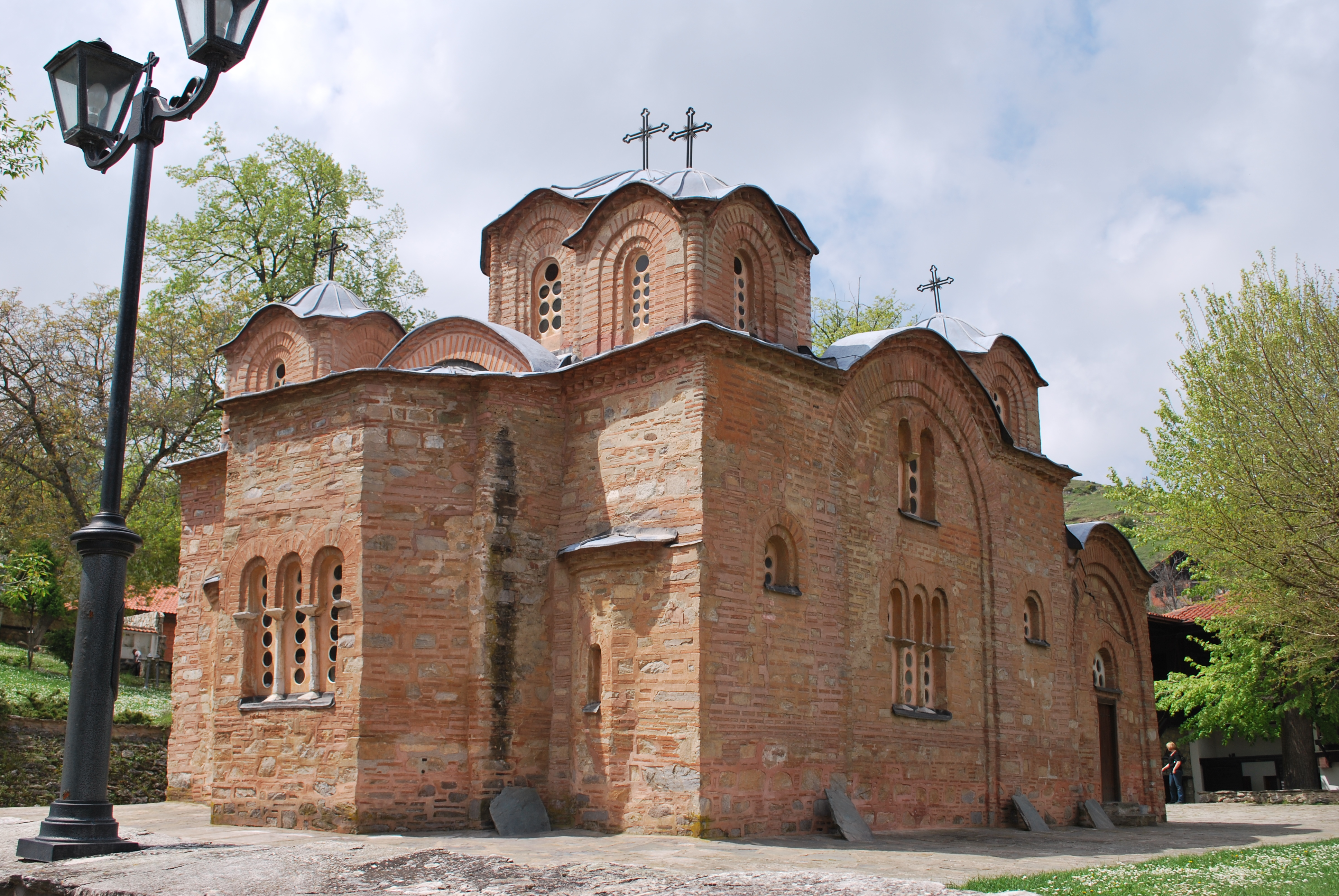
L'église Saint-Panteleimon de Nerezi

Les églises médiévales les plus anciennes de Macédoine du Nord, comme celle de Gorni Kozyak datent du IXe siècle, elles sont de plan carré avec une ou deux coupoles. Le foyer artistique et religieux de la région, Ohrid, est alors l'un des plus importants du Premier Empire bulgare. Le style employé est très byzantin, avec l'utilisation de la brique et la pierre. Il reste employé jusqu'au XIIIe siècle, par exemple sur l'église Saint-Panteleimon de Nerezi et au monastère de Treskavets. À la fin du XIIIe siècle, alors que la Macédoine du Nord devient progressivement serbe, la construction d'édifices religieux est grandement encouragée par les nouveaux seigneurs. L'influence reste byzantine, mais les artisans, probablement des locaux, créent des modèles propres à la région, comme le plan en croix inscrite et la présence de deux dômes. Parmi les édifices représentatifs de cette période se trouvent l'église du monastère de Lesnovo et celle du monastère de Marko, qui correspondent à l'école serbo-byzantine. Des variations existent toutefois, comme la présence de cinq dômes sur l'église de Staro Nagoritchané, et la combinaison d'un seul dôme avec une nef unique au monastère de Polog. La construction d'églises est grandement ralentie par la conquête ottomane à la fin du XIVe siècle.

## Architecture ottomane

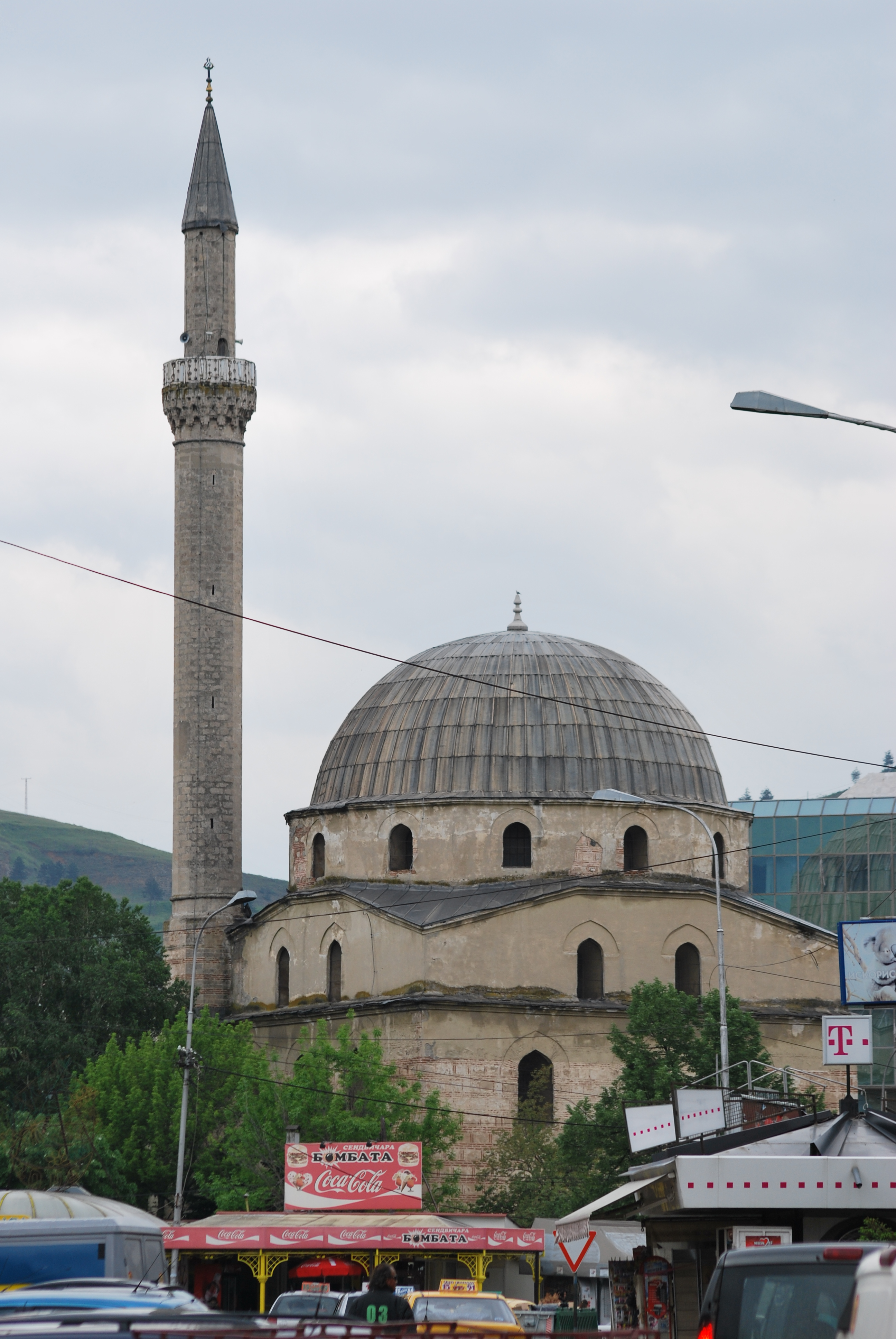
La mosquée Ishak Çelebi de Bitola

Les exemples d'architecture ottomane sont surtout présents dans les villes, qui gardent des bazars, comme ceux de Skopje et de Bitola, des mosquées, des hammams et des caravansérails. Les mosquées macédoniennes ont un plan carré, à coupole et minaret uniques, bien que des variantes existent, comme les deux minarets de la mosquée Haydar-Kadi de Bitola, les deux coupoles de la mosquée Isa Bey ou la présence d'une petite abside sur la mosquée Husameddin Pacha de Chtip, influence byzantine. La construction en appareil cloisonné, omniprésente, est également un emprunt aux techniques byzantines. La mosquée Aladja, située à Skopje, était à l'origine couverte de céramiques décoratives, dont certaines subsistent sur le turbe qui se trouve dans son jardin. Enfin, la mosquée peinte de Tetovo est ornée de panneaux en bois peint, aussi bien sur ses façades qu'à l'intérieur.
Les hammams sont généralement doubles, regroupant dans un seul édifice une partie pour les hommes et une pour les femmes. Certains, comme ceux de Skopje (hammam Daout Pacha et hammam Tchifté) se caractérisent aussi par une grande liberté dans l'aspect extérieur, avec de petits dômes à la répartition inégale. Plusieurs villes macédoniennes possèdent encore une tour de l'horloge, édifice caractéristique des cités ottomanes. Parmi les plus représentatives se trouvent la tour de l'horloge de Chtip et la tour de l'horloge de Skopje.
L'architecture ottomane a grandement influencé l'architecture civile et les maisons traditionnelles macédoniennes sont très semblables à celles visibles en Turquie. Celles-ci sont surtout visibles à Ohrid, Vélès, Kratovo, Prilep et Krouchevo et certains villages comme Galitchnik ou Novo Selo forment des ensembles ruraux bien préservés. Les maisons les plus vieilles datent du XVIIIe siècle, mais la plupart ont été construites au XIXe siècle. Elles montrent l'absence d'influence occidentale et l'ignorance des procédés industriels. La pierre est généralement réservée au rez-de-chaussée, tandis que les étages sont faits en bois et en torchis. Sur les maisons les plus opulentes, les fenêtres sont à encorbellement. Enfin, dans le cas où les murs sont enduits, seules deux couleurs apparaissent, le noir et le blanc. Il existe de petites différences selon les régions.

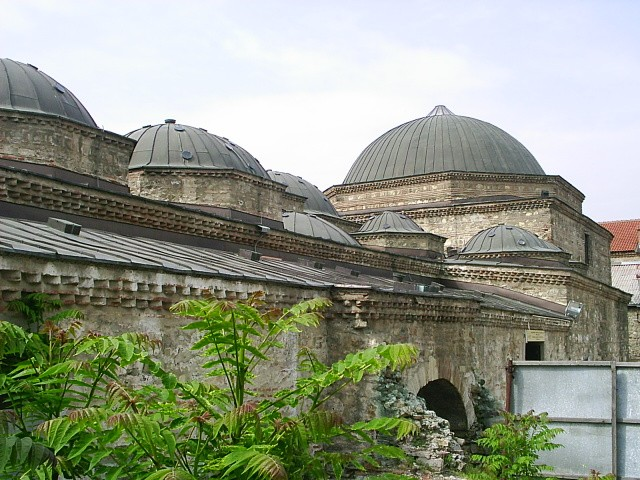
Le hammam Tchifté à Skopje.
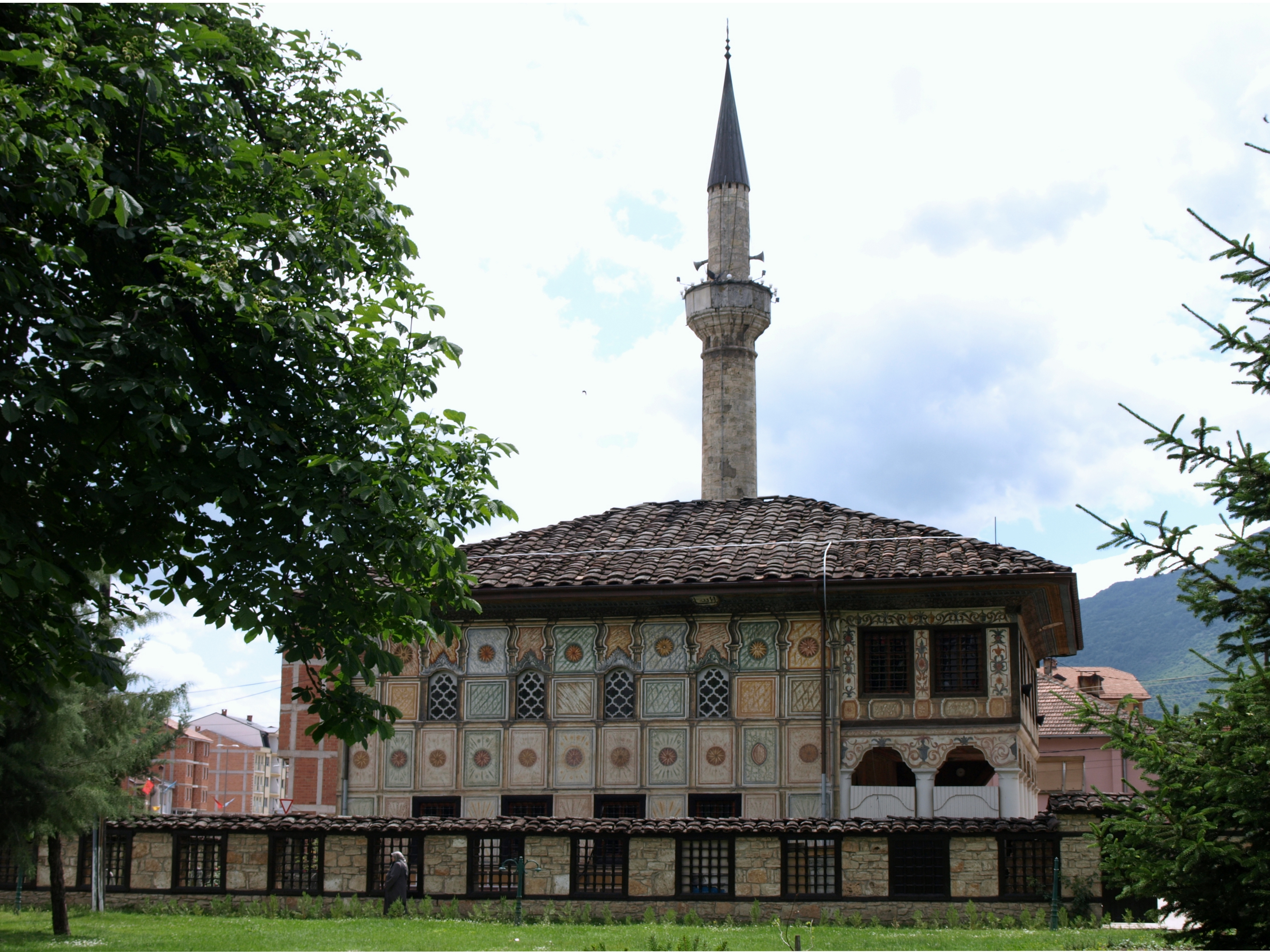
La mosquée peinte de Tetovo.
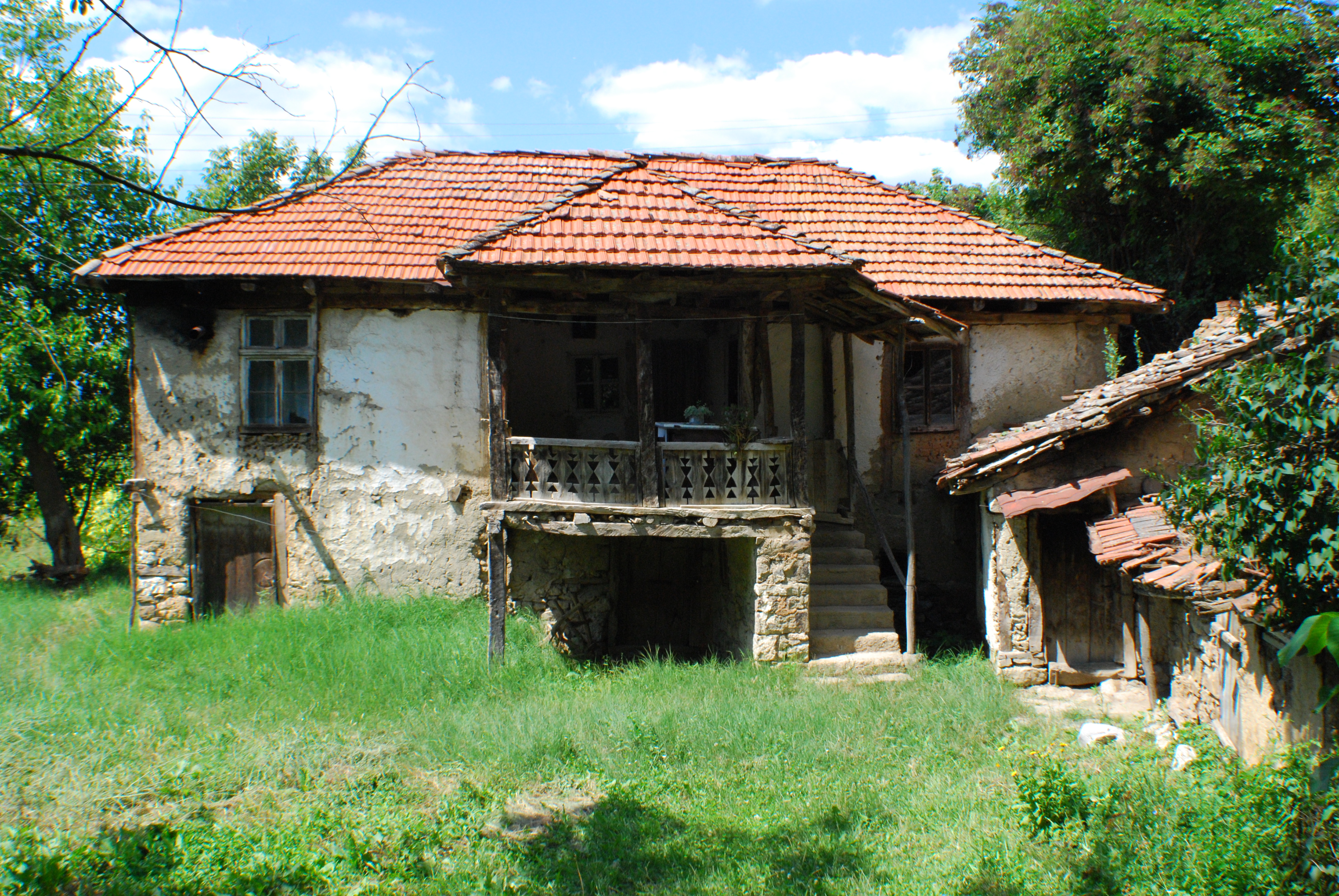
Maison traditionnelle à Vintsé.
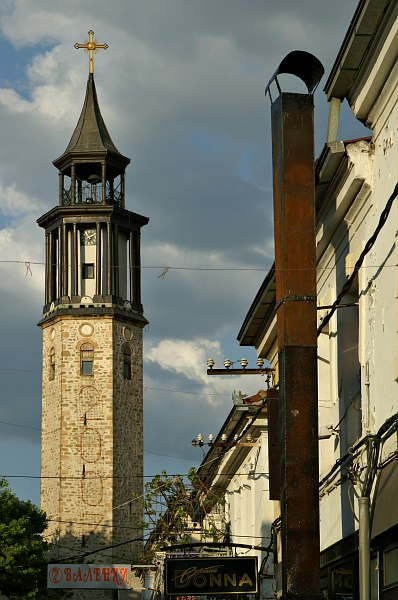
Tour de l'horloge de Prilep.

## Renouveau national

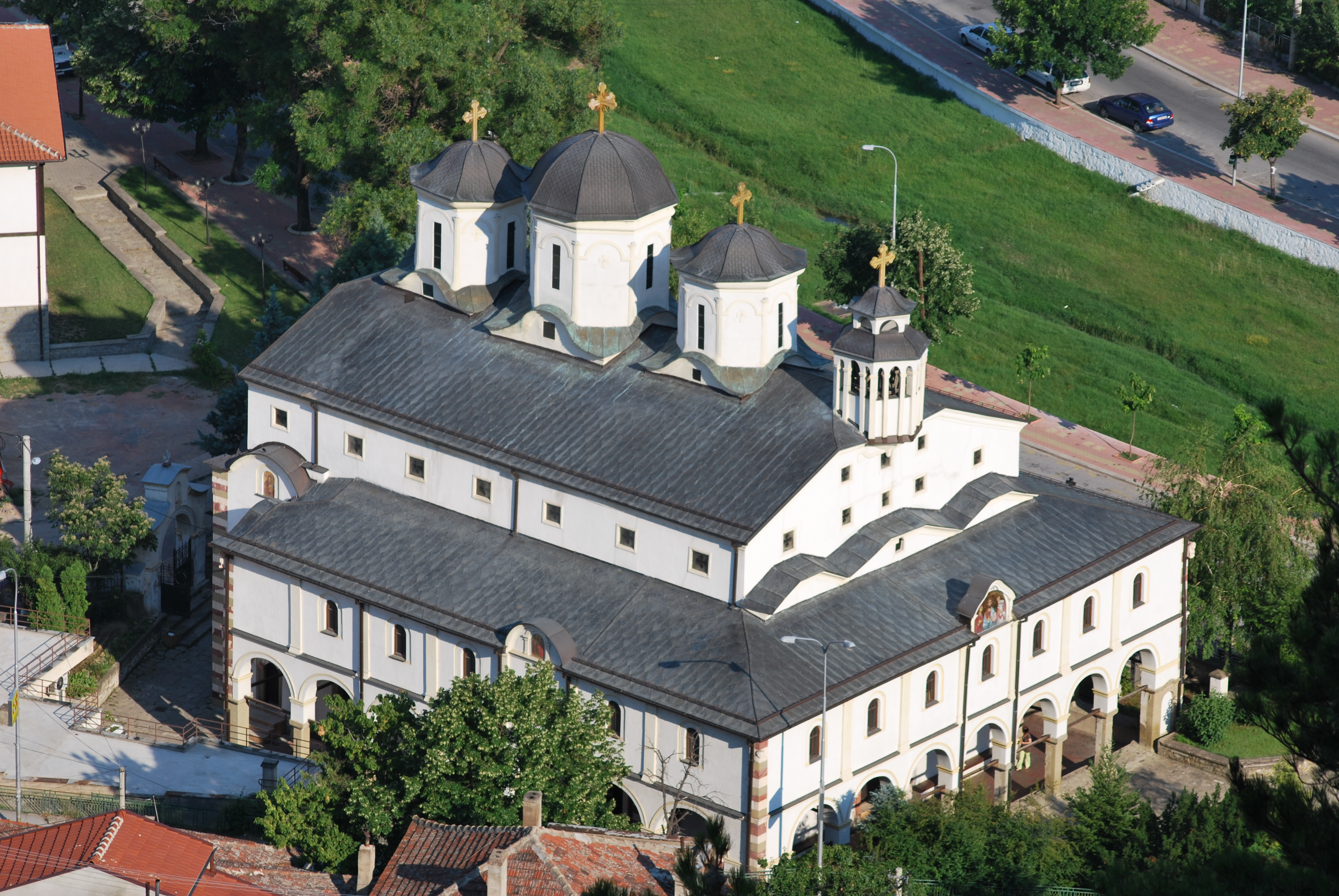
L'église Saint-Nicolas de Chtip

Vers 1850, l'Empire ottoman, affaibli, s'ouvre sur l'Occident. En Macédoine du Nord, des voies ferrées et des usines sont construites et quelques Slaves commencent à former une classe moyenne. L'architecture occidentale apparaît progressivement, surtout à Bitola, où les puissances européennes installent des consulats. Le style dominant est influencé par l'Europe centrale et l'Autriche-Hongrie, avec des façades en stuc et peintes en couleurs pastels. Ce style est aussi employé dans les autres régions des Balkans, comme en Serbie ou en Bulgarie, et il continue à être employé après la fin de la domination ottomane en 1912.
L'architecture religieuse chrétienne connaît un renouveau grâce à l'émergence d'architectes comme Andreja Damjanov, qui construit notamment la cathédrale de Skopje en 1835 et la grande église du monastère d'Osogovo en 1851. Les nouvelles églises reprennent les styles médiévaux et quelques influences occidentales. Elles sont grandes, avec un plan rectangulaire.

## Architecture moderne

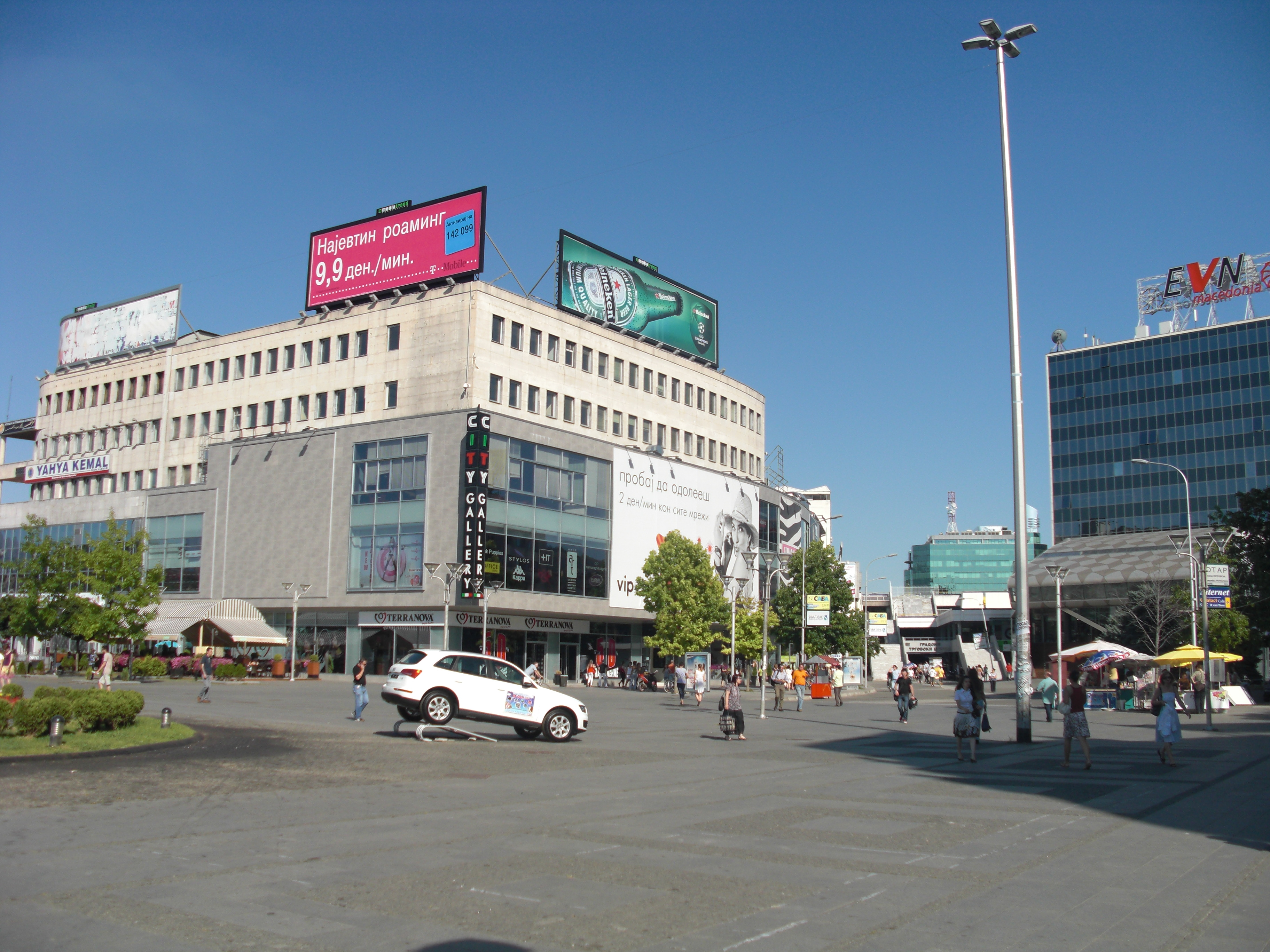
L'ancien musée ethnologique de Skopje, construit en 1933

Les exemples architecturaux du début du XXe siècle sont rares, car ils se trouvaient surtout à Skopje, détruite par un tremblement de terre en 1963. La ville possède encore quelques résidences construites par la bourgeoisie locale dans les années 1920, comme le palais Ristiḱ, dont la façade présente des éléments art nouveau, ainsi que des édifices publics modernistes des années 1930, comme l'ancien musée ethnographique, construit par Milan Zloković, un hôpital, et l'ancienne gare, de style néo-byzantin.
Après la Seconde Guerre mondiale, l'architecture moderniste est encouragée par le régime socialiste et plusieurs grands ensembles sont construits dans les villes, dont les centres sont souvent replanifiés avec de nouveaux bâtiments administratifs. Le pouvoir commande aussi plusieurs mémoriaux commémorant la guerre, comme l'ossuaire de Vélès. Le tremblement de terre de 1963 à Skopje fait perdre à la ville une bonne part de son patrimoine, mais permet la reconstruction d'une ville entière par quelques grands architectes, comme Kenzo Tange, qui a réalisé la nouvelle gare. Des architectes locaux prennent également part à la reconstruction, comme Georgi Konstantinovski, qui réalise une cité universitaire et les archives municipales, et Janko Konstantinov, qui réalise la grande poste et le siège de Makedonski Telekom dans un style brutaliste.
Depuis les années 2000, la ville connaît à nouveau une grande opération d'urbanisme, Skopje 2014, qui doit lui donner un visage plus monumental grâce à la construction d'édifices néoclassiques. Cette opération, unique par son ampleur, déclenche de nombreux débats parmi les architectes et la population, notamment à cause de son style anachronique et de son coût, extrêmement élevé pour un pays comme la Macédoine du Nord. Skopje 2014 est un exemple unique de réutilisation de l'urbanisme de la fin du XIXe siècle, qui tendait à faire des capitales un concentré d'histoire et de culture nationale, ainsi qu'un exemple de l'abandon de l'urbanisme contemporain, qui tend à uniformiser les visages urbains de toute la planète.

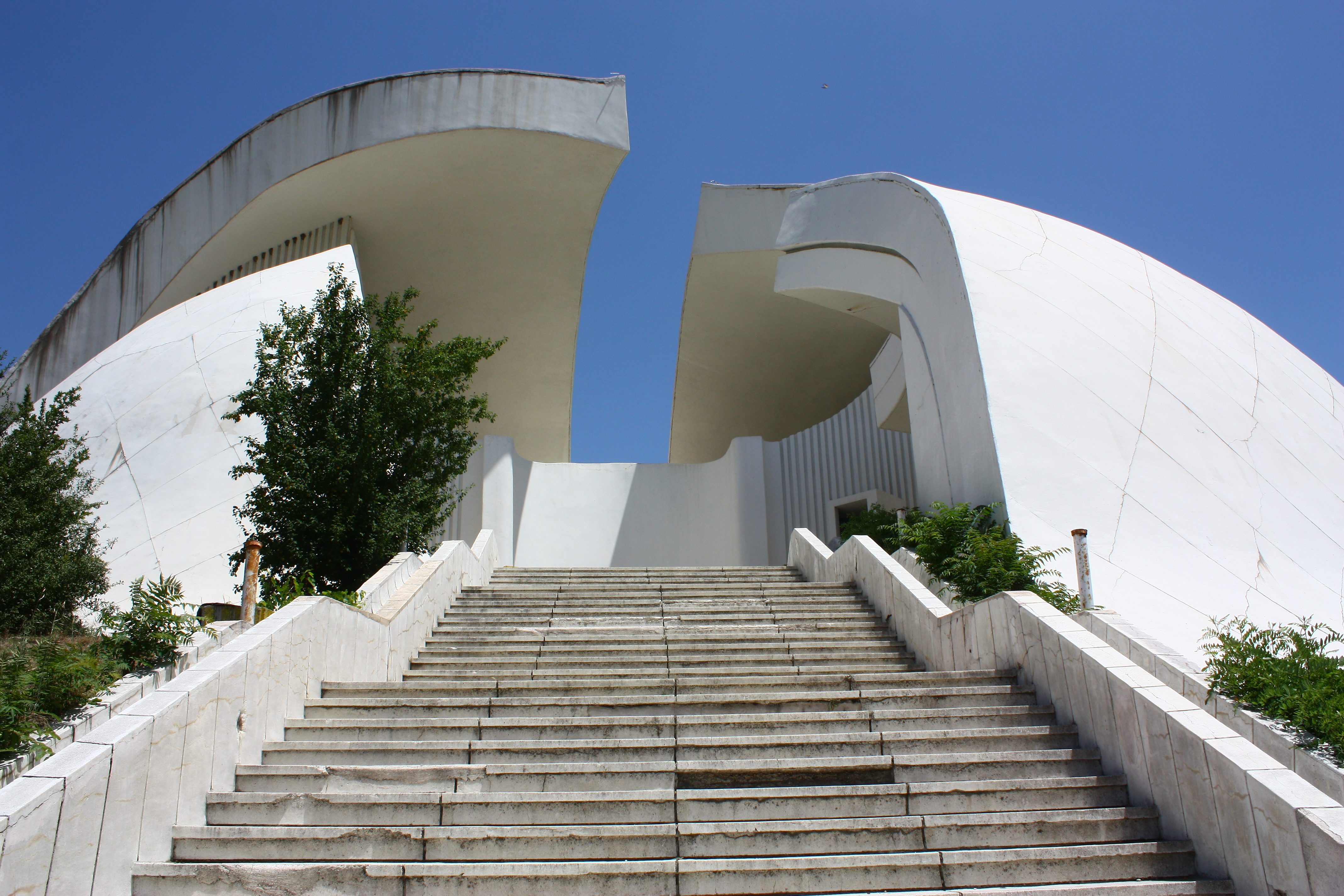
L'ossuaire de Vélès.
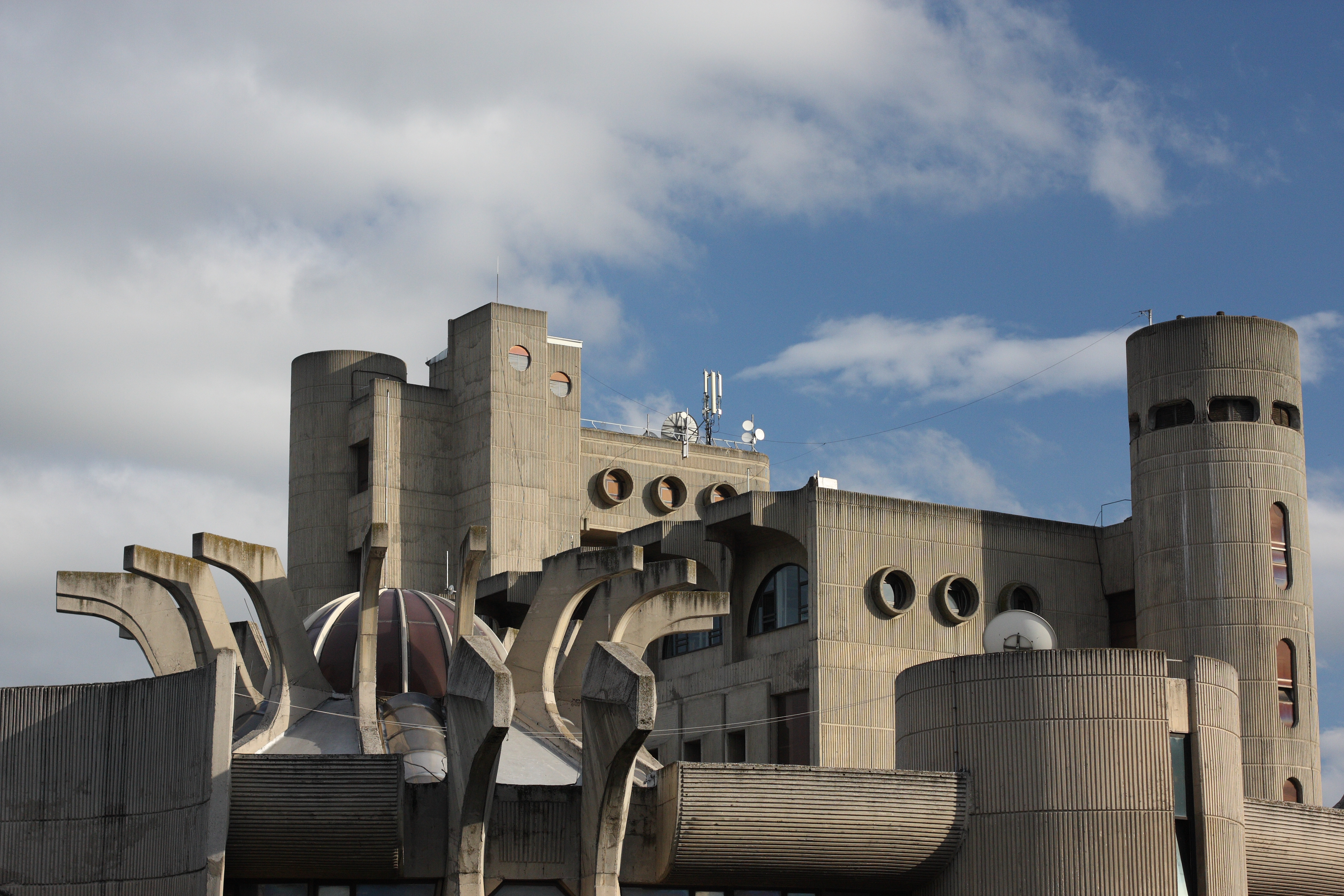
La grande poste et le siège de Makedonski Telekom à Skopje.
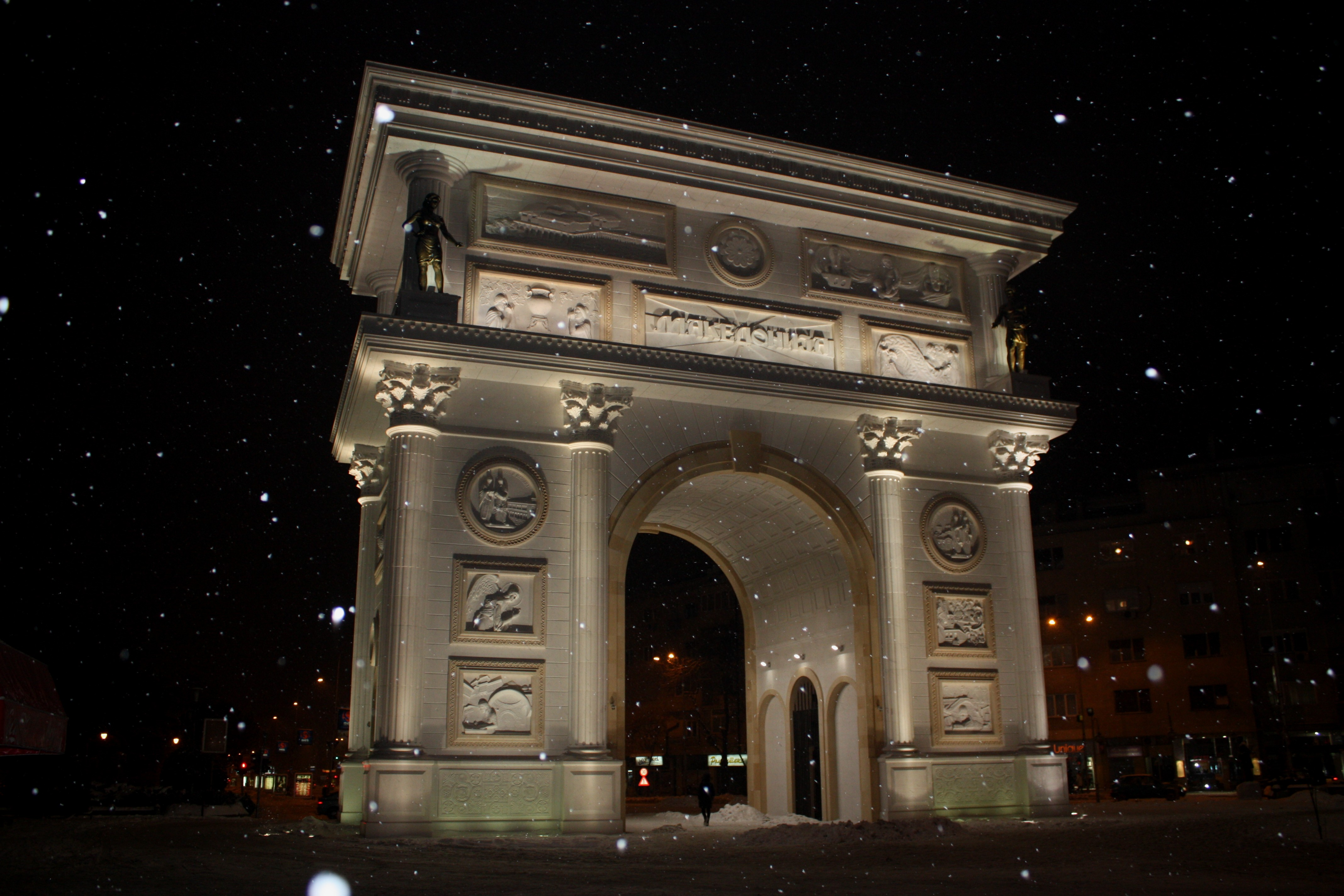
La Porte de Macédoine du Nord, l'un des éléments de Skopje 2014.